# Biblioteca comunale degli Intronati
La Biblioteca comunale degli Intronati è una delle più antiche istituzioni culturali della città di Siena.
È per la massima parte adibita alla continuazione del suo ruolo come luogo di studio e consultazione di materiale odierno e antico. La sua evoluzione nella storia è definita da due principali periodi gestionali, nascendo come polo di attrazione culturale per poi crescere come istituto comunale.

## Storia
Le origini della Biblioteca degli Intronati risalgono al 1758, quando l'arcidiacono Sallustio Bandini donò la sua libreria all'Università di Siena, che fino ad allora non ne possedeva una, a condizione che se ne fosse fatto uso pubblico. La donazione vi fece nascere un centro di attrazione culturale di grande importanza, sviluppatosi sia intorno alla ricchezza libraria che continuava ad affluirvi grazie a continue donazioni private e finanziamenti da parte del governo leopoldino, sia intorno alla sua componente museale, date le crescenti collezioni di antichi disegni senesi gestite dal bibliotecario Giuseppe Ciaccheri, allievo di Bandini.
Nel 1798 un forte terremoto costrinse alla chiusura dei locali, poi riaperti per pochi anni fino al 1808, quando l'Università di Siena venne soppressa dal governo francese.

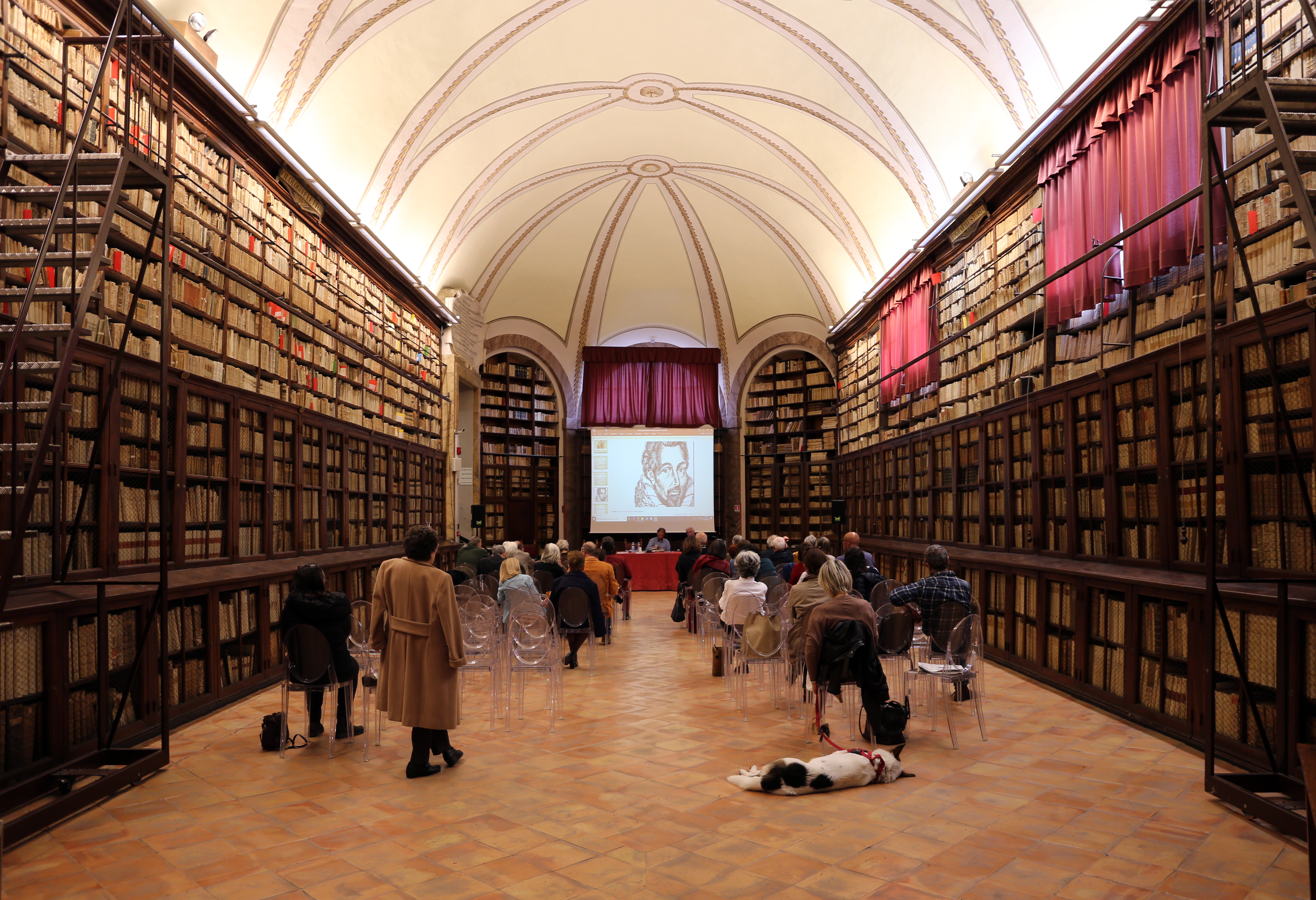
La vecchia sala di lettura

La nascita della Biblioteca comunale degli Intronati si ebbe nel 1812, in seguito a un decreto francese che ne riaprì i locali unendoli alla biblioteca del convento di Sant'Agostino, attribuendone la proprietà alla comunità civica di Siena. A quel punto il compito della nuova istituzione fu quello di raccogliere il patrimonio librario di tutti i conventi soppressi dalle autorità francesi nel territorio senese, continuando ad arricchirsi di ulteriori testimonianze artistiche.
Nel corso dell'Ottocento la biblioteca, se pur carente di disponibilità finanziarie, continuò ad incanalare consistenti patrimoni provenienti da una nuova soppressione conventuale decretata dal governo della Destra storica, fino a ricevere, nel 1866, la raccolta del libraio ed editore senese Giuseppe Porri, contenente, oltre alle opere di stampa, autografi di personaggi famosi, medaglie, monete e sigilli.
Nel 1932 il podestà senese Fabio Bargagli Petrucci acquistò l'amministrazione dell'istituto, donò al suo assortimento una ricca collezione di manifesti pubblicitari e gli attribuì il nome di "Intronati" in ricordo dell'Accademia degli Intronati, polo letterario senese che ne occupò i locali per gran parte del XVIII secolo.
Dalla metà degli anni novanta del XX secolo la struttura è stata oggetto di ristrutturazione, aggiungendo nuove aree destinate agli uffici amministrativi, una sala di consultazione di libri antichi e manoscritti e l'odierna biblioteca. Ciò è stato reso possibile dalla liberazione degli spazi del Museo archeologico nazionale, trasferitosi nel complesso di Santa Maria della Scala.

## Patrimonio

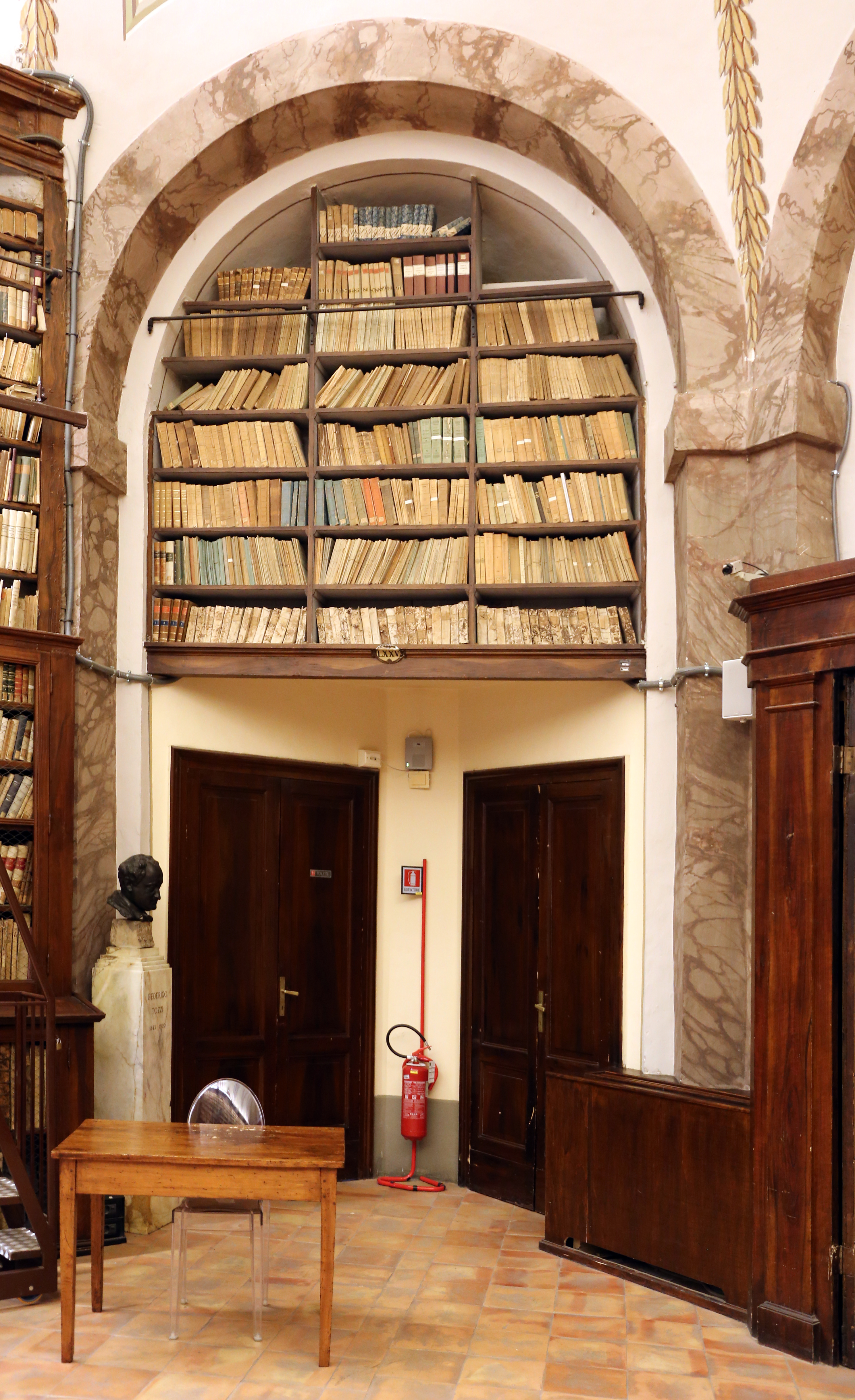
Uno scaffale

La biblioteca vanta circa 500.000 volumi, tra cui importanti raccolte di manoscritti e incunaboli.
Tra le opere più rare e preziose:
- Papiro ravennate del VII secolo
- Lettere di Paolo in latino dell'XI secolo
- Quinto Curzio del XV secolo
- Lettere autografe di santa Caterina da Siena
- Messale romano appartenuto a Enea Silvio Piccolomini (1456)
- Pontificale romano con miniature francesi del XV secolo
- Monte Santo di Dio, incunabolo del XV secolo
- Divina Commedia, altro incunabolo con illustrazioni disegnate da Sandro Botticelli (1481)
- Antifonario miniato di Giovanni di Paolo
- Breviario francescano miniato da Sano di Pietro (XV secolo)
- Quaderno di Francesco di Giorgio con disegni architettonici
- Quaderno di Francesco di Giorgio con macchine militari
- Taccuino di Giuliano da Sangallo con disegni architettonici
- Libro d'ore fiorentino miniato da Filippo de' Corbizzi (1494)
- Disegni sparsi di Baldassarre Peruzzi, Beccafumi, ecc.

Tra gli altri arredi, la sala di lettura è decorata da un busto di Federigo Tozzi, opera di Ercole Drei del 1924.